# Arachis benensis
Arachis benensis es una especie de planta floral del género Arachis, categorizada en la tribu Dalbergieae, de la subfamilia Faboideae.

## Distribución
Especie nativa de Bolivia. Crece en el bioma tropical.

## Taxonomía
Fue descrita por Krapov., W.C.Greg. & C.E.Simpson y publicada en Bonplandia (Corrientes) 8: 128 (1994).